# Hanhijärvi (sjö i Finland, Norra Österbotten)
Hanhijärvi är en sjö i Finland. Den ligger i kommunen Pudasjärvi i landskapet Norra Österbotten, i den centrala delen av landet, 600 km norr om huvudstaden Helsingfors. Hanhijärvi ligger 141 meter över havet. Arean är 36,8 hektar och strandlinjen är 4,53 kilometer lång. Sjön  ingår i Ijo älvs huvudavrinningsområde. 